# Caracol (Mato Grosso del Sur)
Caracol es un municipio brasileño ubicado en el sudoeste del estado de Mato Grosso do Sul. Fue fundado el 1 de mayo de 1885 y elevado al estatus de municipio el 14 de noviembre de 1963.
Distando de 380 km de la capital estatal Campo Grande, limita con Paraguay y los municipios de Bela Vista y Porto Murtinho.

## Demografía
| Gráfica de evolución de Caracol entre 2010 y 2020 |
|                                                   |
| Fuente: IBGE.                                     |